# Георги Тунов
 Георги Тунов  е български католически духовник, апостолически викарий на Софийско-пловдивския апостолически викариат.

## Биография
Георги Тунов е роден в село Селджиково, Пловдивско. Информацията за него е оскъдна. Назначен е за викарий на 15 декември 1802 година. Преди това е бил свещеник в Горните села - Даваджово, Хамбарлии, Дуванлии и Селджиково.
В рапорт до Рим от 28 февруари 1802 г., той информира за разбойнически групи на кърджалии продължаващи да тормозят католическото население, за надигналата се вълна против свещеничеството от страна на гръцкия владика в Пловдив. Епископът и неговите свещеници били арестувани, но католиците от Пловдивския викариат се събрали пред конака и протестирали. Духовниците били освободени, но трябвало да се откупят. 
Георги Тунов умира през 1817 година.